# Oirat-Mongolen
De Oirat-Mongolen was een Mongoolse stamfederatie. Het werd de machtigste federatie van de Mongolen in de 15e eeuw tijdens de Noordelijke Yuan-dynastie. In de 16e eeuw was er sprake van een duidelijk machtsverlies.
Traditioneel waren de Oirats verdeeld in vier stammen: Dörbet, Torgut, Khoshut en Dzjoengaren, die als aparte politieke entiteit vanaf de 16e eeuw herkenbaar waren. Vanaf eind 17e eeuw waren de Dzjoengaren tot aan 1757 nog de enige onafhankelijke Mongoolse machtsfactor in Centraal-Azië. Er zijn geen betrouwbare gegevens over het in de 21e eeuw aanwezige aantal Mongolen, die hun afkomst op die van de Oirats kunnen terugvoeren.

## Periode voor en tijdens de Yuan-dynastie

Yuan (Empire of the Great Khan), Il-kanaat,
het Kipchak-khanaat (Golden Horde) en het Khanaat van Chagatai

De Oirat-Mongolen waren oorspronkelijk een bosvolk dat leefde in de gebieden ten westen van het Baikalmeer. Hun naam kan gebaseerd zijn op het Mongoolse Oi dat bos betekent.
De belangrijkste middelen van bestaan voor de Oirat waren jagen en vissen. Pastoraal nomadendom kwam bij hen in die periode niet voor. Ten noorden en zuiden van hun gebied leefden Turkstalige volken als de Kirgiezen en de Naimanen. Ten oosten en westen van de Oirats leefden Mongoolse groepen als de Merkid en de Tumad.
De Oirats vormden een duidelijk te onderscheiden groep met een volstrekt ander dialect dan dat van naburige andere Mongoolse groepen. De politieke macht van de sjamanen bij de Oirat was groot. De term Beki (sjamaan) geeft aan, dat hun belangrijkste stamhoofd rond 1200, Khudukha-Beki, ook de leidende sjamaan was.
De eerste keer dat melding gemaakt werd van de Oirats is in de Jami al-Tawarikh een werk van de Perzische historicus Rashīd al-Dīn Tabīb (1247-1318) dat onder meer handelt over de opkomst van Dzjengis Khan. De wetenschap dat de Oirats zich begin 13e eeuw hevig verzet hebben tegen Dzjengis Khan, komt vooral uit dat document. Na een nederlaag in 1208 gaven de Oirats zich over aan Dzjengis Khan. In 1217 maakten de Oirats deel uit van een campagne van Jochi (1185-1226), een zoon van Dzjengis Khan, om de andere bosvolken te onderwerpen.
Na de dood van Dzjengis Khan kwam het gebied van de Oirats op een zeer strategische locatie te liggen: op het kruispunt van vier enorme apanages die aan zijn zoons toebehoorden. Het gebied van Tolui Khan lag ten zuidoosten van de Oirats; het gebied van Ögedei naar het zuidwesten; het gebied van Chagatai Khan naar het westen en dat van Jochi naar het noordwesten. Deze verdeling vormde de basis voor het tot stand komen van de vier grote khanaten van de Yuan, Il-kanaat, de Kipchak-kanaat en het Khanaat van Chagatai.
In 1260 kozen de Oirats de zijde van Ariq Boke in zijn conflict met Koeblai Khan. Na de nederlaag van Ariq Boke bleven ze min of meer loyaal aan de opvolgers van Koeblai Khan tot aan het einde van de Yuan-dynastie in 1368.

## Periode tijdens de Noordelijke Yuan-dynastie
Na de val van die dynastie en de vestiging van de Chinese Ming-dynastie keerden de meeste Mongolen terug naar hun oorspronkelijke leefgebieden.
De dynastie werd voortgezet in de Noordelijke Yuan-dynastie. Het recht om de titel keizer (khagan) van die dynastie te dragen was formeel alleen voorbehouden aan rechtstreekse afstammelingen van Dzjengis Khan in de mannelijke lijn. Die waren alleen te vinden in de stamfederaties van de oostelijke Mongolen. Bij de stamhoofden van de Oirats, een westelijke stamfederatie, was die afstamming afwezig.
De groep, die iets later aangeduid zou gaan worden als Chahar-Mongolen vestigde zich - globaal - in het gebied dat nu de Chinese provincie Binnen-Mongolië is. De in omvang grootste groep, de Khalkha-Mongolen in het gebied dat nu - globaal - de republiek Mongolië vormt. De Oirat-Mongolen vestigden zich ten westen daarvan, globaal in het gebied ten westen van het Altaj-gebergte en ten noorden van het Tianshan-gebergte. De enige uitzondering vormde de groep Mongolen die zich al in de periode van Dzjengis Khan en rond het midden van de 13e eeuw gevestigd hadden in de omgeving van Kokonor in Amdo. Dit gebied viel buiten de grenzen van de Ming-dynastie en hier bleven daar gevestigde Mongolen dan ook wonen.
Aan het eind van de 14e eeuw ontstonden er grote conflicten tussen de Oirat en de oostelijke Mongolen. In 1399 werd Elbeg Nigülesügchi Khan, de vijfde keizer van de Noordelijke Yuan-dynastie verslagen en gedood door Ugetchi Khashikha en Batula, de toenmalige stamhoofden van de Oirat.
Deze gebeurtenis markeerde de aanvang van de machtsverhoudingen tussen de Mongoolse stamfederaties in de 15e eeuw, waarbij de Oirat in die eeuw een duidelijk overwicht hadden op de oostelijke stamfederaties.
In de eerste helft van de 15e eeuw wist Esen tayisi (?-1455) de Oirat tot een machtige federatie te maken. Hij creëerde een rijk van het noorden van Korea in het oosten naar het gebied rondom de oase Hami aan de Zijderoute. De meest westelijke grens van het gebied werd gevormd door de rivier de Irtysj.
In 1449 leidde Esen een inval in het noorden van China. Daarbij werd de keizer Zhengtong (1427-1464) gevangengenomen. De Chinese regering weigerde echter het gevraagde losgeld te betalen en een broer van Zhentong werd de nieuwe keizer. De troepen van Esen wisten op te rukken tot aan de muren van Peking, maar werden uiteindelijk gedwongen zich terug te trekken.
In 1451 bereikte Esen het hoogtepunt van zijn macht toen hij de keizer van de Noordelijke Yuan-dynastie Tayisung Khan Toghtoa Bukha versloeg. De laatste werd in 1452 vermoord. In 1453 liet hij zich uitroepen tot khagan van de dynastie en had het voornemen die titel al over te dragen aan zijn zoon Amasanj. Dat was voor een grote meerderheid van de Mongolen onaanvaardbaar. Esen kon zich niet beroepen op een rechtstreekse afstamming van Dzjengis Khan. Dat leidde uiteindelijk tot een opstand van een aantal van zijn generaals en tot de moord op Esen in 1455.
Na zijn dood viel het door hem gecreëerde rijk weer uiteen. De oostelijke Mongolen onder Dayan Khan brachten de Oirats begin 16e eeuw een aantal zware nederlagen toe. Het zou tot de 17e eeuw duren, voordat een van de stammen van de Oirats, de Dzjoengaren, weer een factor van betekenis werd.Vanaf 1600 werd door de Oirats een strijd gevoerd van ruim een halve eeuw met de Altyn Khan.

## Bekering tot Tibetaans boeddhisme

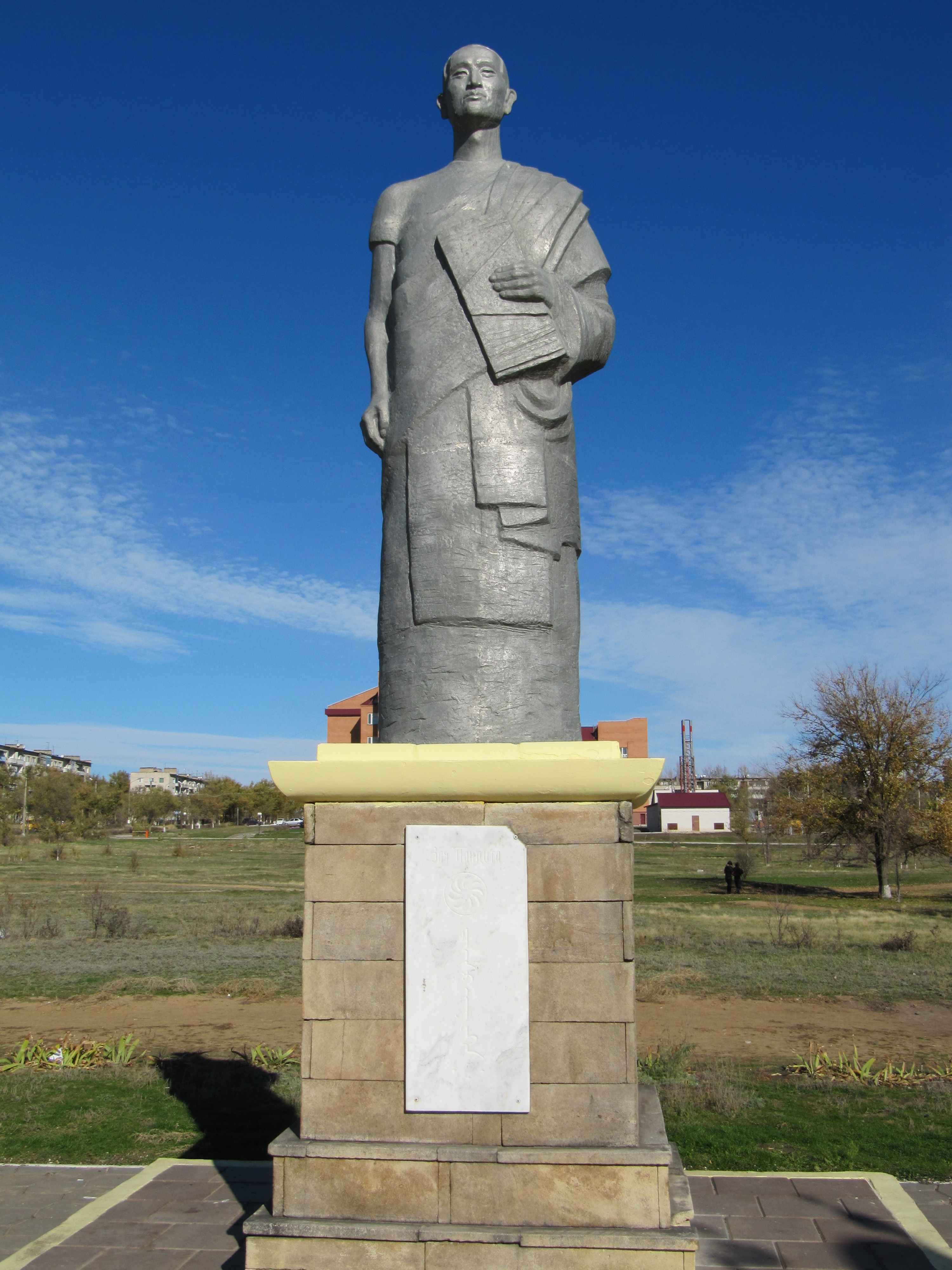
Standbeeld van Zaya Pandita in Elista, Kalmukkië

Traditioneel waren de Oirats verdeeld in vier stammen: Dörbet, Torgut, Khoshut en Dzjoengaren. Alle vier de stammen bekeerden zich in de loop van de 16e eeuw tot het Tibetaans boeddhisme.
Het werd vanaf die tijd de gewoonte onder de Mongoolse adel om minimaal één zoon voor studie naar Tibet te sturen en wellicht monnik te worden. Enkele decennia later was een van die zonen Zaya Pandita (1599-1662), een prins uit de stam van de Khoshut. Na een opleiding in Tibet vertrok hij weer naar het Mongoolse gebied.
Hij was een van de initiatiefnemers van de laatste grote bijeenkomst geweest van vrijwel alle Mongoolse stammen in 1640. Het doel van de bijeenkomst was het creëren van een grote pan-Mongoolse federatie die een verenigd front zou vormen tegen externe vijanden als Rusland en de Mantsjoes. Het was de laatste keer dat het idee van de hernieuwde totstandkoming van één grote Mongoolse natie besproken werd. De eeuwige stammenstrijd tussen de diverse Mongoolse stamfederaties maakte de poging van tevoren irreëel.
Na 1640 richtte Zaya Pandita zich vooral op missiewerk onder de Oirats. Hij ontwikkelde voor hen een schriftsysteem, het Oiratisch schrift en slaagde erin om voor zijn dood nog ongeveer 200 canonieke geschriften in het Oiratisch te vertalen.
In de eerste helft van de 17e eeuw was er in Tibet een decennia durende burgeroorlog. Daarin stond de gelugtraditie van de dalai lama's enkele keren op de rand van vrijwel totale eliminatie. Met hulp van militaire interventie van Güshri Khan van de Khoshut-Mongolen wist de gelug rond 1642 uiteindelijk toch de overwinning in die burgeroorlog te bereiken. Dat was de aanvang van de periode van de dominante positie van de gelug, die in het historische Tibet tot 1950 zou duren. Als gevolg van die interventie en de rol die de Khoshut daarna in Tibet zouden spelen, migreerden in de decennia na 1642 ongeveer 100.000 Khoshut naar het gebied rondom Kokonor.
Begin 18e eeuw werd Tibet een slagveld voor onderlinge twisten tussen de stammen van de Oirat-federatie. Een periode van bestuur van Lhabzang van de Khoshut over Tibet werd op gewelddadige wijze beëindigd door Tsewang Rabtan van de Dzjoengaren. Op het moment dat de Chinese keizer dit als een bedreiging voor de veiligheid van het rijk ging zien, had het tot gevolg dat Tibet vanaf 1720 feitelijk een Chinees protectoraat werd.

## De migratie naar Rusland
De vier stammen van de Oirats hadden echter ook al eerder onderling grote rivaliteit, bijvoorbeeld over bezit en gebruik van weidegronden.

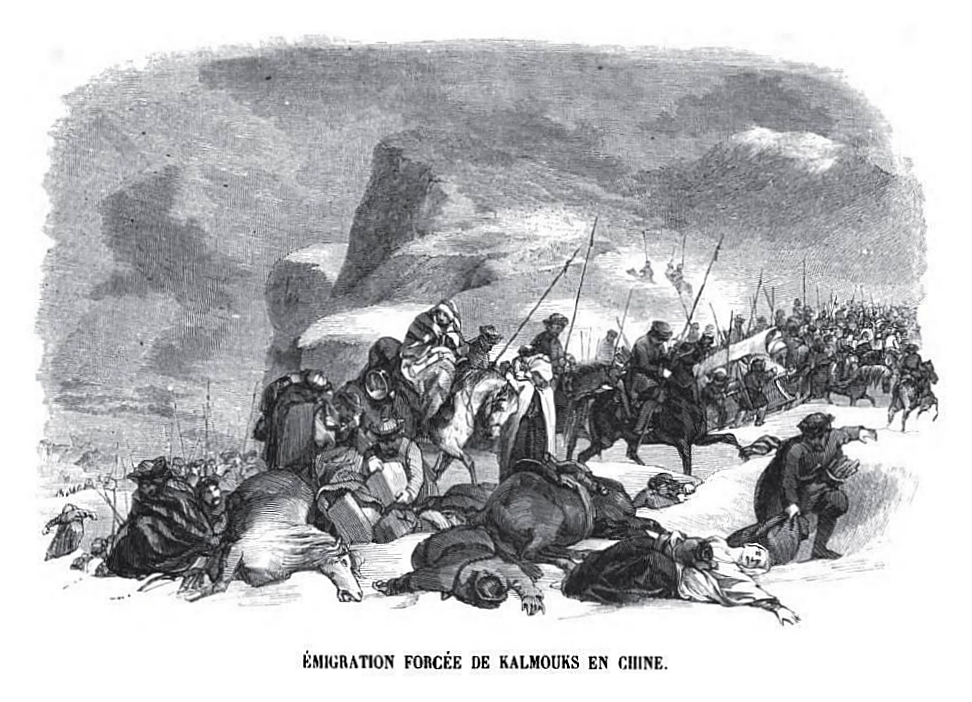
De terugtocht van de Kalmukken naar China. Gravure door Charles Michel Geoffroy, 1845.

In 1630 besloot vrijwel de gehele stam van de Torgut onder het leiderschap van Kho Urluk (?-1644) te migreren naar het gebied van de Wolgadelta en werd daarbij gevolgd door een aanzienlijk deel van de Dörbet. Er was duidelijk onvrede onder de Oirat-stammen over de pogingen van Khara Khula van de stam van de Dzjoengaren om de gehele politieke en militaire controle van de stamfederatie te verkrijgen.
Een belangrijke reden lag waarschijnlijk ook in de wens om niet-betwist weidegebied te verkrijgen. Het gebied van de Torgut werd steeds verder ingeklemd door toenemende invloed van Russen in het noorden, de Kazakken in het zuiden en dat van Dzjoengaren in het oosten. Het is ook mogelijk dat met name de Torgut niet langer bereid waren mee te doen aan de voortdurende militaire machtsstrijd tussen oostelijke en westelijke Mongolen die begin 17e eeuw weer was ontstaan.
De meesten vestigden zich in het gebied dat oorspronkelijk tot de Nogai Horde behoorde, die werd verdreven. In de 18e eeuw beheersten ze onder hun grootste leider Ayuki Khan (1669-1724) een grondgebied van ruim 600.000 km² in de steppen ten noorden van de Kaspische Zee.
De migranten hadden eerst een niet ongunstige status van autonomie daar. Vanwege de afname van die autonome status, toenemende druk van Duitse kolonisten op hun weidegronden en druk van de Russisch-orthodoxe kerk om hen te bekeren ondernamen ruim 200.000 mensen in 1771 de weg weer terug naar hun oorspronkelijke leefgebied. Ongeveer de helft van hen overleed tijdens deze tocht.
Alleen de Oirats die achterbleven in Rusland, worden Kalmukken genoemd.

## De macht en val van Dzjoengaren
De zoon van Khara Khula, Erdeni Batuur, maar met name zijn kleinzoon Galdan (1644-1697), de leiders van de Dzjoengaren in de 17e eeuw, wisten een groot rijk in Centraal-Azië te stichten met als kern het gebied dat nu de Chinese provincie Sinkiang is. De oudste broer van Galdan,Sengge, wist in 1662 het kanaar van de Altyn Khan een beslissende nederlaag toe te brengen. In 1687 viel Galdan het gebied van de Khalka-Mongolen binnen en richtte een slachting onder de Khalkha's aan. Vrijwel het gehele Khalkha-volk trok de Gobiwoestijn over en stelde zich onder bescherming van de Qing-keizer Kangxi.
Dat leidde in 1691 tot de acceptatie van hun formele onderwerping aan de keizer. Als gevolg hiervan zou het gebied dat nu de republiek Mongolië is, tot 1911 deel uitmaken van het Chinese rijk.
In 1689 sloten China en Rusland het verdrag van Nertsjinsk. Hiermee voorkwam Kangxi dat Galdan ooit een militaire alliantie met de Russen zou kunnen sluiten. In 1690 viel Galdan nog een keer het Khalka-gebied binnen. De Russen bleken inderdaad iedere ondersteuning te weigeren. Dat was ook het moment dat Kangxi besloot zelf de militaire strijd met Galdan aan te gaan. Er volgden vijf militaire campagnes tegen Galdan, die tijdens de laatste in 1697 door een van zijn eigen generaals vermoord werd.
De opvolgers van Galdan werden echter door de Chinese keizers nog steeds als een bedreiging voor het rijk gezien, ook omdat zij in Tibet bleven interveniëren. Uiteindelijk leidde dat in 1755 tot de laatste militaire campagne tegen de Dzjoengaren. Daarna werd enige jaren een beleid uitgevoerd, dat gericht was op de eliminatie van de Dzjoengaren als volk. Vanaf medio 1757 werd dat enigszins gematigd. De overblijvende Dzjoengaren werden in het gebied Sinkiang hierna Oolods genoemd. Een volkstelling in die provincie uit 1999 noemt een getal van 25.000 Oolods.

## Burkhanisme

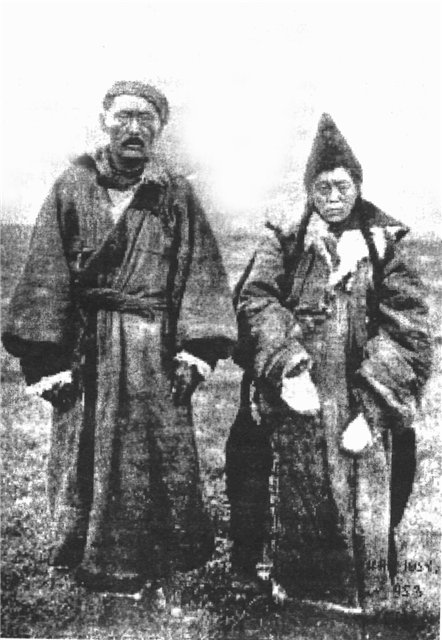
Chet Chelpan en zijn vrouw Kul

In het gebied dat nu de deelrepubliek Altaj in Rusland is, ontstond begin 20e eeuw een nieuwe religieuze beweging die bekendstaat onder de naam Burkhanisme. (Burkhan is het Mongoolse woord voor Boeddha, maar kan ook meer algemeen het woord god aanduiden.)
Het was een beweging, waarvan de onderstroom zich verzette tegen de komst van steeds meer Russische kolonisten in het gebied. In 1904 beweerde een zekere Chet Chelpan visioenen te hebben ontvangen van een in het wit geklede ruiter op een wit paard. Deze persoon, die hij Ak-Burkhan noemde (Witte Burkhan) kondigde de zeer spoedige komst van een messias aan met de naam Oirat Khan. Chet Chelpan wist duizenden mensen te organiseren, die in bijeenkomsten voor de komst van Oirat Khan baden. De bijeenkomsten werden onderdrukt door Russische kolonisten. Chet Chelpan werd gearresteerd, maar na een jaar vrijgelaten toen de tsaristische regering overtuigd was dat de beweging geen bedreiging voor de veiligheid vormde.
In 1926 reisde de Russische schilder Nikolaj Rjorich door de Altaj. Hij schilderde daarna Oirat—Messenger of the White Burkhan, gebaseerd op zijn interpretatie van het Burkhanisme.
In 1918 stichtten enkele leiders in de Altaj het "Karakorum Regionaal Comité" met als bedoeling een onafhankelijke republiek Oirat te creëren. Met de komst van de bolsjewieken in 1922 in het gebied werd de beweging ontbonden.